# Arnoldsweilerweg (Düren)

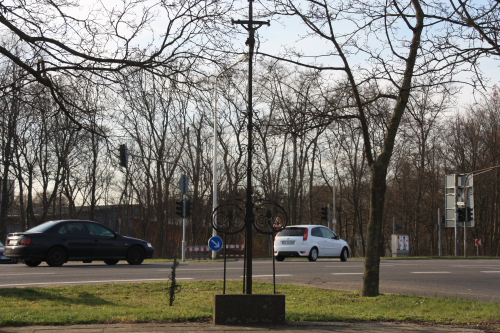
Wegekreuz Ecke Schoellerstraße/Arnoldsweilerweg

Der Arnoldsweilerweg in der Kreisstadt Düren (Nordrhein-Westfalen) ist eine Innerortsstraße.
Sie führt von der Schoellerstraße in Verlängerung der Eisenbahnstraße ortsauswärts nach Arnoldsweiler. Der Arnoldsweilerweg ist als Kreisstraße 2 klassifiziert.

## Geschichte
Am 27. Oktober 1949 beschloss der Stadtrat, die hinter der Arnoldsweilerbrücke, einer Eisenbahnbrücke, liegende Straße in Arnoldsweilerweg umzubenennen. Früher war er ein Teilstück der Arnoldsweilerstraße. An der Einmündung in die Schoellerstraße stand auf einer Verkehrsinsel das denkmalgeschützte Wegekreuz Arnoldsweilerweg, dieses wurde im Jahr 2012 restauriert und in die Arnoldsweilerstraße versetzt.